# Africa Cup 1B 2015
La Africa Cup 1B del 2015 se disputó en Kampala, capital de Uganda. Los partidos se celebraron en los estadios de Legends RC y en el Kyadondo Rugby Club.
Jugaron 6 equipos divididos en dos zonas, en una se encontraban Madagascar, Senegal y Uganda donde cada uno debió enfrentar a Botsuana, Costa de Marfil y Mauricio para confeccionar una tabla general.
Cumplidas las 3 fechas, Uganda y Madagascar finalizaron invictos ubicándose al tope de dicha tabla, sin embargo, el primero consiguió el ascenso al nivel 1B por su mejor diferencia de tantos. Por el contrario, Mauricio no consiguió ningún punto y descendió al 1C del 2016.

## Equipos participantes
- Selección de rugby de Botsuana (The Vultures)
- Selección de rugby de Costa de Marfil (Éléphants)
- Selección de rugby de Madagascar (Les Makis)
- Selección de rugby de Mauricio
- Selección de rugby de Senegal (Lions de la Téranga)
- Selección de rugby de Uganda (The Rugby Cranes)

## Posiciones
| Pos. | Equipo          | Encuentros | Encuentros | Encuentros | Encuentros | Tantos  | Tantos    | Tantos     | Puntos Bonus | Puntos Totales |
| Pos. | Equipo          | jugados    | ganados    | empatados  | perdidos   | a favor | en contra | diferencia | Puntos Bonus | Puntos Totales |
| ---- | --------------- | ---------- | ---------- | ---------- | ---------- | ------- | --------- | ---------- | ------------ | -------------- |
| 1    | Uganda          | 3          | 3          | 0          | 0          | 134     | 32        | + 102      | 1            | 13             |
| 2    | Madagascar      | 3          | 3          | 0          | 0          | 99      | 68        | + 31       | 1            | 13             |
| 3    | Senegal         | 3          | 1          | 0          | 2          | 82      | 51        | + 31       | 2            | 6              |
| 4    | Costa de Marfil | 3          | 1          | 0          | 2          | 59      | 89        | - 30       | 1            | 5              |
| 5    | Botsuana        | 3          | 1          | 0          | 2          | 54      | 116       | - 62       | 0            | 4              |
| 6    | Mauricio        | 3          | 0          | 0          | 3          | 38      | 110       | - 72       | 0            | 0              |

Nota: Se otorgan 4 puntos al equipo que gane un partido y 2 al que empate
Puntos Bonus: 1 punto por convertir 4 tries o más en un partido y 1 al equipo que pierda por no más de 7 tantos de diferencia
|  | Campeón y clasifica a 1A 2016 |

|  | Desciende a 1C 2016 |

## Resultados

### Primera fecha
| 5 de julio | Madagascar | 36 - 18 | Botsuana |  |  |
|            |            | Reporte |          |  |  |

| 5 de julio | Uganda | 40 - 11 | Costa de Marfil |  |  |
|            |        | Reporte |                 |  |  |

| 5 de julio | Mauricio | 3 - 42  | Senegal |  |  |
|            |          | Reporte |         |  |  |

### Segunda fecha
| 8 de julio | Uganda | 35 - 11 | Mauricio |  |  |
|            |        | Reporte |          |  |  |

| 8 de julio | Senegal | 21 - 26 | Botsuana |  |  |
|            |         | Reporte |          |  |  |

| 8 de julio | Madagascar | 30 - 26 | Costa de Marfil |  |  |
|            |            | Reporte |                 |  |  |

### Tercera fecha
| 11 de julio | Senegal | 19 - 22 | Costa de Marfil |  |  |
|             |         | Reporte |                 |  |  |

| 11 de julio | Madagascar | 33 - 24 | Mauricio |  |  |
|             |            | Reporte |          |  |  |

| 11 de julio | Uganda | 59 - 10 | Botsuana |  |  |
|             |        | Reporte |          |  |  |

| Bandera de Uganda               |
| Campeón de Africa Cup 1B Uganda |
| Primer título                   |